# نووعبدرحمانوو
نووعبدرحمانوو (انگلیسی: Novoabdrakhmanovo) یک شهرک در شهرستان استرلیتاماکسکی استان باشقیرستان کشور روسیه است.